# جاستین اچ. مین
جاستین هونگ کی مین بازیگری آمریکایی است. او متولد ۲ می ۱۹۹۰ است. او کار بازیگری خود را با حضور در چندین تولید وونگ فو آغاز کرد. [۲] دستیابی به موفقیت او هنگام بازی در نقش بن هارگریوز در مجموعه اصلی Netflix The Umbrella Academy (2019 تا کنون) بود.
او در فیلم بعد از یانگ بازی کرده‌است.

## زندگی
مین یک نسل دوم کره ای-آمریکایی از Cerritos، کالیفرنیا است. [۳] وی در سال ۲۰۰۷ از دبیرستان Cerritos فارغ‌التحصیل شد. [۴] وی سپس در دانشگاه کرنل حضور یافت و در آنجا به عنوان رابط اقلیتها در مجلس دانشجویی خدمت کرد. وی در سال ۲۰۱۱ از دانشگاه و دانشکده هنر و علوم دانشکده در رشته‌های دولتی و انگلیسی فارغ‌التحصیل شد. [۳] [۵] [۶]

## شروع حرفه
قبل از بازیگری، مین روزنامه‌نگار و عکاس مجلات مختلف بود. [۲] او وظایف عکاسی برای J.A.M داشته‌است. جوایز، نامرئی و خدمت کرده‌است. [۷] مین بازیگری را در سال ۲۰۱۲ آغاز کرد. نقش‌های اولیه او شامل حضور در مجموعه‌های تلویزیونی Faking It , CSI: Cyber و ناب نابغه بود. [۷] او با همکاری در Wong Fu Productions، یک شرکت تولید مستقل مستقر در لس آنجلس، در سال ۲۰۱۷ در فیلم کوتاه How I Become a Adult Adult و مجموعه وب سایت خود در Dating After College، در میان دیگر پروژه‌ها، بازی کرده‌است. [۲] [۸] در سال ۲۰۱۹، مین شروع به بازی در سریال نتفلیکس آکادمی چتر در نقش بن هارگریوز کرد. وی در فصل ۲ از شخصیت تکراری به بازیگران اصلی معرفی شد. از آنجا که این شخصیت فقط در فلش بک در کتاب‌های طنز نشان داده می‌شد، مین بخشی از تبلیغات اولیه این مجموعه نبود تا نقش خود را مخفی نگه دارد. [۹] مین همچنین از نقش گسترش یافته در نمایش تلویزیونی برای توسعه شخصیت «از زمین» استفاده کرد و برای اطمینان از «جوهر مشابه» با ایتان هوانگ، که یک بن جوان را بازی می‌کرد، همکاری نزدیک داشت. [۱۰] [۱۱] آکادمی چتر برای فصل دوم در آوریل ۲۰۱۹ تمدید شد، و Min به بازیگران اصلی ارتقا یافت. [۱۲] در همان ماه اعلام شد که مین برای بازی در نقش اصلی فیلم علمی تخیلی بعد از یانگ با بازی کالین فارل انتخاب شده‌است. [۱۳] انتظار می‌رفت این فیلم در سال ۲۰۲۰ اکران شود اما به دلیل همه‌گیری COVID-19 در ایالات متحده به سال ۲۰۲۱ موکول شد. [۱]